# Roman Stiglitz
Roman Stiglitz (* 2. August 1922 in Villach; † 22. Dezember 1988) war ein österreichischer Althistoriker.

## Leben
Roman Stiglitz besuchte das Akademische Gymnasium in Bregenz und legte die Matura mit Auszeichnung am 8. März 1940 am Bundesgymnasium Hollabrunn ab. Er studierte bei Artur Betz, Rudolf Egger, Josef Keil, Richard Meister, Johannes Mewaldt und Camillo Praschniker nach dem Reichsarbeitsdienst von Mai bis September 1940 an der Universität Wien die Fächer Geschichte, Alte Geschichte, Klassische Archäologie und Klassische Philologie. Unterbrochen wurde sein Studium durch den Kriegsdienst bei der Luftwaffe als Bordfunker (1942–1945). In der Kriegsgefangenschaft setzte er sein Studium zwei Semester in Erlangen fort. Nach der Rückkehr 1946 wurde er dort bei Artur Betz und Josef Keil 1950 mit der Arbeit Die Einstellung des Griechentums zur ländlichen Arbeit promoviert und 1967 mit der Schrift Die großen Göttinnen Arkadiens. Der Kultname Megalai theai und seine Grundlagen habilitiert. Von 1967 bis 1973 war er Universitätsdozent an seiner Alma Mater. 1970 wurde er zum außerordentlichen Professor der Universität Wien ernannt und ging 1987 in den Ruhestand.
Er wurde am Sieveringer Friedhof bestattet.
Stiglitz heiratete am 18. Juli 1953 die Archäologin und Kommilitonin Hermine Thaller, mit der er einen Sohn (* 1960) hatte.

## Schriften
- Die Einstellung des Griechentums zur ländlichen Arbeit. Wien 1950 (= Dissertation Universität Wien 1950).
- Die großen Göttinnen Arkadiens. Der Kultname Megalai theai und seine Grundlagen. Wien 1967 (Sonderschriften Österreichisches Archäologisches Institut, Bd. 15), OCLC 1091941182 (= Habilitationsschrift Universität Wien 1967)